# Gummituch

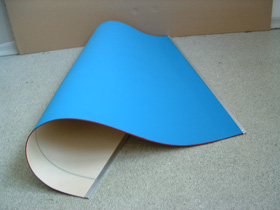
Ein unbenutztes Gummituch

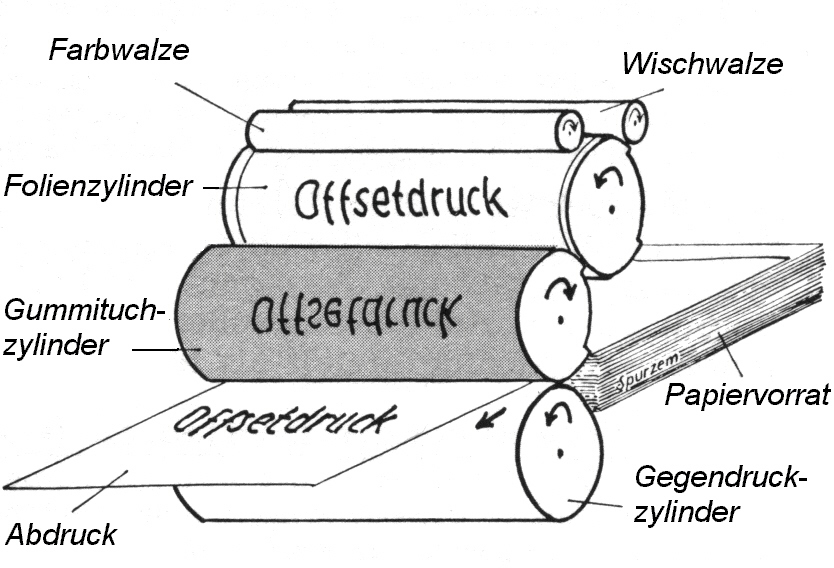
Position des Gummituchzylinders in der Offsetdruckmaschine

Das Gummituch (englisch rubber blanket) oder auch Drucktuch ist ein Begriff aus dem Offsetdruck und bezeichnet einen Zwischenträger, mit dem die Druckfarbe von der Druckplatte auf den Bedruckstoff übertragen wird. Dazu wird das Gummituch auf einen Gummituchzylinder oder auch kurz Gummizylinder gespannt, der zwischen dem Plattenzylinder mit der Druckplatte und dem Druck- oder Gegendruckzylinder mit dem Bedruckstoff betrieben wird.

## Eigenschaften
Ein Gummituch besteht aus mehreren Gummilagen mit dazwischenliegenden Gewebeschichten. Diese Gewebeschichten bestimmen die Dehnfestigkeit, wobei eine Art Laufrichtung zu beachten ist, denn nur in Richtung der sogenannten Kettfäden ist das Gewebe weitgehend dehnfest. Diese Laufrichtung wird bei manchen Gummitüchern durch farbige Fäden auf der Gummituchrückseite gekennzeichnet. Sie müssen um den Zylinder laufen. Bei anderen Gummitüchern wird eine Greiferkante aufgedruckt, die auf die Einspannrichtung hinweist. Die oberste Gummilage, die Deckschicht, entscheidet in erster Linie über die Druckgüte. Ihre Eigenschaft darf nicht durch Waschen mit ungeeigneten Waschmitteln beeinträchtigt werden.
Es wird unterschieden zwischen kompressiblen und inkompressiblen Gummitüchern. Kompressibel bedeutet hier, dass das Gummituch zusammendrückbar ist, ohne in der Druckzone eine Wulst zu bilden. Überwiegend werden kompressible Gummitücher eingesetzt. Ein derartiges elastisches Gummituch besitzt bestimmte Oberflächeneigenschaften, die das Feuchtwasser an nichtdruckenden Partien zurückhält und nicht ans Papier abgibt. Darüber hinaus ist es in der Lage, an den druckenden Stellen etwaige Unebenheiten im Bedruckstoff auszugleichen. Flächen und Rasterpunkte werden nahezu so übertragen, als hätte der Bedruckstoff eine ideale ebene Oberfläche. Gummitücher altern hinsichtlich ihrer physikalischen und chemischen Eigenschaften und können durch längeren Gebrauch auch beschädigt werden. Sie werden deshalb nach einer bestimmten Zeitspanne ausgetauscht.

## Handhabung

### Montage
Die Befestigung der Gummitücher auf dem Zylinder erfolgt in der Regel mit Spannschienen oder Spannsystemen. Im Rollenoffset sind vorgeschiente Gummitücher üblich, die sich zunehmend auch im Bogenoffset durchsetzen und Vorteile beim schnellen Wechsel bringen. Kalibrierte Bogen als Unterlage dienen dazu, die Oberfläche des Gummituchs auf Teilkreisdurchmesser zu bringen. Zusammen mit der Unterlage ergeben sich unterschiedlich harte Gummizylinderaufzüge. Durch beides, das Gummituch und die Härte des Gummizylinderaufzugs, wird die Druckqualität wesentlich mitbestimmt, z. B. die exakte Übertragung der Rasterpunkte.

### Lagerung
Gummitücher sollten vor Licht, Hitze und Feuchtigkeit geschützt gelagert werden und dabei „Gummischicht auf Gummischicht“ aufeinander liegen.